# Clibanarius rosewateri
Clibanarius rosewateri is een tienpotigensoort uit de familie van de Diogenidae. De wetenschappelijke naam van de soort is voor het eerst geldig gepubliceerd in 1990 door Manning & Chace.